# チャッティースガリー語映画
チャッティースガリー語映画（チャッティースガリーごえいが、Chhattisgarhi cinema）は、インドの映画のうちチャッティースガリー語で製作された映画であり、チャッティースガル州に拠点を置く映画産業を指す。通称は「チョリウッド(Chhollywood)」。

## 歴史

### 黎明期
1965年にマヌ・ナヤックが監督・プロデューサーを務めた『Kahi Debe Sandesh』が最初のチャッティースガリー語映画とされている。同作は異教徒間の恋を描いた作品であり、インド首相インディラ・ガンディーも鑑賞したとされており、ハヌマーント・ナイドゥが同作の作詞、モハメド・ラフィが2曲を歌っている。2本目のチャッティースガリー語映画は、1971年にニーランジャン・ティワーリーが監督、ヴィジャイ・クマール・パーンデーがプロデューサーを務めた『Ghar Dwar』だった。しかし、両作は興行的な成功を収めることができず、その後30年間チャッティースガリー語映画は製作されなかった。

### 現代
2000年10月27日、サティーシュ・ジャインが監督・プロデューサーを務めた『Mor Chhainha Bhuinya』が公開され、チャッティースガリー語映画が復活した。同作は200万から300万ルピーの製作費が投じられ、2000万ルピー以上の興行成績を収めたことでメガブロックバスター作品となった。また同作公開の3日後、インド首相アタル・ビハーリー・ヴァージペーイーがチャッティースガル州の創設を宣言した。2006年公開の『Bhakla』ではラタ・マンゲシュカルがプレイバックシンガーとして参加している。両作の成功を契機にチャッティースガリー語映画は映画製作者の関心を集め、『Mayaa』『Tura Rikshawala』『Laila Tip Top Chhaila Angutha Chhap』などのヒット作が相次いで製作された。さらにチャッティースガル州首相アジット・ジョギなどの政治家の関心も集め、映画産業は政府の後援を得ることにも成功した。

## 産業構造
チャッティースガリー語映画は200万から500万ルピーの製作費で1000万ルピー以上の収益を上げることが多く、『Maya De De Maya Le Le』『Pardeshi Ke Maya』『Jhan Bhulao Maa Baap Laa』などがこれに当たる。映画製作はチャッティースガル州内で完結し、州外で行われる工程はムンバイで中央映画認証委員会が認証を行う時のみとなっている。また映画のデジタル化が進んだことにより、製作コストが削減され映画産業の収益が増加した。2013年1月20日にデジタル配給会社UFOムービーズが最優秀デジタル映画ソリューション賞を受賞している。
チャッティースガリー語映画には同映画産業に特化した俳優はおらず、主にマラヤーラム語映画、グジャラート語映画、ボージュプリー語映画の俳優が起用されており、アルン・ゴーヴィル、シューバ・チャンドラン、ヴァルシャ・ウスガオンカル、ガッディ・マルティなどの著名な業界人が製作に参加している。映画の主な顧客はチャッティースガル州内の住民となっており、家族ドラマや神話を題材とした作品が多く製作されている。一方、映画産業の急成長に伴い技術面やストーリーの品質が向上する前に製作本数が増加したことにより、チャッティースガリー語映画の価値は相対的に下がっている。